# Dorian Malovic
Dorian Malovic est un journaliste français.

## Biographie
Dorian Malovic est chef du service « Asie » au quotidien La Croix à Paris depuis 1997 et écrivain français, spécialiste de la Chine. Il a été correspondant de presse à Hong Kong pour différents médias. Il a contribué à différents livres, émissions et conférences sur le thème de l'Asie.

## Ouvrages
- Hong Kong, un destin chinois, Bayard, 1997.
- Mgr Zen, un homme en colère, entretiens avec le cardinal de Hong Kong Joseph Zen, Bayard, 2007.
- Évadés de Corée du Nord, témoignages avec Juliette Morillot, Presses de la Cité, Belfond, Paris, 2004.
- Le Pape jaune : Mgr Jin Luxian, soldat de Dieu en Chine communiste, écrit avec les conseils du sinologue Simon Leys, Perrin, 2006.
- La Chine sur le divan, Plon, 2008.
- China Love, Tallandier, 2016.
- La Corée du Nord en 100 questions avec Juliette Morillot, Tallandier, 2016.
- Requiem pour Hong Kong, Bayard Récits, 2024.

## Prix
- Prix du meilleur livre géopolitique 2018[3].